# Зидария
Зидария е строителна структура, изработена от отделни елементи, които се нареждат един върху друг и най-често се свързват един с друг с хоросан. Най-често за зидарията се използват тухли, строителен камък като мрамор, гранит, травертин, варовик, бетонни блокчета, стъклени блокчета и кирпич. Зидарията е високоустойчива конструкция. Начинът на изпълнение, използваните материали, и конструкцията могат да повлияят съществено на устойчивостта на зидарията. Хората, които изработват зидарията се наричат зидари (английски: mason or bricklayer)

## Приложение
Зидарията се използва основно за изграждане на стени и сгради.

### Предимства
- Използването на материали като тухли и камъни могат да увеличат термичната маса на сградата и могат да защитят сградата от пожари
- Зидарията е незапалим продукт
- Зидарията е по-устойчива към летящи предмети по време на урагани и торнадо.

### Недостатъци
- Лошите атмосферни условия могат да предизвикат разрушения на зидарията следствие на температурните разширения и циклите на замръзване и топене на водата.
- Поради голямото си тегло конструкциите със зидария трябва да бъдат строени върху здрав фундамент, за да се избегне слягане и пукнатини.
- За разлика от други технология като например стоманобетона, изграждането на зидарията не подлежи на механизация и изисква опитни работници (зидари)

## Механично моделиране на зидарията
От гледна точка на моделиране на материалите, зидарията е специален материал с изключителни механични свойства (с голяма разлика между здравината на натиск и на опън), така че приложеният товар не се разпределя, както е при еластични стени, а се разпределя по линията на по-голяма здравина. Вижте фигурата вдясно за повече детайли. video for more details.

## Други
На зидарството е наречена улица „Зидарска“ в квартал „Хаджи Димитър“ в София (Карта).